# Neomorphus radiolosus
Cuco-terrestre-barrado ou jacu-estalo-listrado (Neomorphus radiolosus) é uma espécie de ave da família Cuculidae.
Pode ser encontrada nos seguintes países: Colômbia e Equador.
Os seus habitats naturais são: florestas subtropicais ou tropicais húmidas de baixa altitude e regiões subtropicais ou tropicais húmidas de alta altitude.
Está ameaçada por perda de habitat.